# 東番記
〈東番記〉是17世紀初一篇記載台灣地理與原住民的人事雜記，原本被認為是明末福建莆田人周嬰所著，1950年代考證實為福州連江人陳第記述1603年（陰曆明萬曆三十年尾）前往當時被蔑稱為東番的台灣攻剿海盜的經歷，亦可能記有當時明海軍收集有關台灣的情報。是現存最早漢人親自來台灣實地採訪，並留下對台灣地形、港口、貿易與原住民風俗記錄的文獻。

## 由來
陳第，本為古北口遊擊將軍，後解甲歸田，回到福建福州連江。
陰曆萬曆三十年尾（陽曆1603年初），明朝将军沈有容为了去驱逐假倭而发兵至今台湾安平外海，邀请陈第随从。
|                    | “万历壬寅冬，倭复据其岛，夷及商、渔交病。浯屿沈将军往剿，余适有观海之兴，与俱。” |
| ——陳第，〈東番記〉 |                                                                                  |

事後，陳第將當時約二十多天的經歷（萬曆三十年十二月七日即1603年1月18日出征、十日即1月21日抵達、三十除夕即2月10日離開），告知其好友陳學伊，陳學伊認為此事不可無記，力勸其記錄為文，作成〈東番記〉一文，文中可能亦收錄有沈有容出征前秘密招聘漁人所收集有關台灣的情報，收錄在沈有容輯《閩海贈言》一書中。當時也有人質疑，海寇盤據東番，而東番不屬中國，沒理由在版圖以外用兵，陳第也為文幫沈有容辯解:126。

### 佚而復現
台灣清代方志記載，1695年來台灣的徐懷祖著述《台灣隨筆》，記述明末莆田人周嬰著《遠遊編》載〈東番記〉稱台灣為「台員」，為中國南方語音。清人與之後的伊能嘉矩《台灣文化志》、連橫《台灣通史》、戰後《台灣省通志稿》等皆沿用此說而記述〈東番記〉為周嬰所作。周嬰的確有寫作一篇〈東番記〉，然而是為賦體，參考陳第〈東番記〉與張燮《東西洋考·東番考》寫成，和一般傳抄的內容不同，至19世紀初普遍認為〈東番記〉已亡佚。中研院院士史學家方豪懷疑〈東番記〉並非周嬰所作：由何喬遠《閩書·島夷志》與張燮《東西洋考·東番考》二文，記敘東番之內容極相似，疑二文有同一來源，《閩書·島夷志》尚有「連江陳第曰」，可推斷陳第與〈東番記〉關係密切。後來日本學者桑田六郎抄示杜臻《粵閩巡視紀略》，記載萬曆三十年（東番）為倭所據，浯嶼營沈將軍有容出舟師擊之，有連江人陳第者與偕往，共破倭，泊舟大員，其酋長大彌勒等持鹿、酒以獻，因備詢其土俗及山海形勢，述之成篇。由此認為〈東番記〉是陳第所作，依此為線索，追查陳第生平交遊，經多年的追尋，1955年終於在日本東京大學所藏沈有容輯《閩海贈言》一書中，找到陳第所作〈東番記〉的原文。

## 閩語發音的“大員”、“台員”
〈東番記〉全文一千四百餘字，提到“大員”一地，乃「東番夷人不知所自始，居彭湖外洋海島中。起魍港、加老灣，歷大員、堯港、打狗嶼、小淡水、雙溪口、加哩林、沙巴里、大幫坑，皆其居也」。“大員”為福建省府福州語音。
其後，莆田人周嬰在其所著《遠遊篇》中，引〈東番記〉將“大員”改寫為“台員”。這是最早出現在漢字文獻上與漳泉音“台灣”同音的文字，但指的僅僅是現在台南“安平”一地。當時台江未淤積，“台員”乃一小島，也有稱之為“一鯤鯓”。
〈東番記〉記述當時台灣西南沿海的原住民生活習俗與地理風光，為漢人親自來台灣實地觀察描繪台灣西部平埔族生活的最早著作。

## 註解
1. ↑  陳第〈泛海歌二首有序〉記載十二月七日出航，〈舟師客問〉記為「臘月初旬」。連續三天遇到颶風艦隊漂散。黃克纘〈盪平海寇序〉記載「旬有餘日」才到台灣。1940年金雲銘編輯的〈陳第年譜〉推測是十二月九、十日抵達台灣。沈有容《仗劍集》則記為十二月十一日往剿，途中澎湖溝遇颶風，回復西嶼頭，沿海極險，天晚冒險收入，候三日……過東番，次日遇賊艘。[1]:125-126[2]
2. ↑  1604年，荷蘭人佔領澎湖，要求與明貿易，被沈有容「諭退」至澎湖東南方的外島大員，其承諾的明荷貿易談判始終未進行，荷蘭人只好退走。1622年，荷蘭人二度佔領澎湖築城，1624年明軍萬人大軍圍困澎湖，明荷雙方協定荷方退至明國境外的大員，明方允許其臣民可在此與荷方進行貿易。1624–1632年，荷蘭人於大員島上築城並取名 ，後改名為 （文獻上漢字記載為「熱蘭遮城」，臺語發音）。1661年鄭延平攻台，設「東都明京」於赤崁，相傳由於「大員」、「台員」、「台灣」臺語音同「埋冤」，鄭氏以為不祥，乃以故鄉「安平」之名，「改台灣為安平鎮」。